# Eurynora
Eurynora este un gen de insecte lepidoptere din familia Arctiidae.

Cladograma conform Catalogue of Life:
| Eurynora | \| \| Eurynora antepallida \| \| \| \| \| \| Eurynora flavoeola \| \| \| \| |
|          | \| \| Eurynora antepallida \| \| \| \| \| \| Eurynora flavoeola \| \| \| \| |
|          | Eurynora antepallida                                                        |
|          |                                                                             |
|          | Eurynora flavoeola                                                          |
|          |                                                                             |